# 체체그 카툰
체체그 카툰(Цэцэг хатан, ? ~ 1453년?) 또는 체체그 베이지(Сэцэг бэйж), 체체그 베키(Цэцэг Бэхи)은 오이라트부 초로스씨족의 에센 타이시의 둘째 딸이다. 체체그(Цэцэг)는 몽골어로 꽃을 뜻한다. 체체그(Сэцэг)는 마음, 생각을 뜻한다.중국어로는 제제그 비자(齐齐克 妣吉), 제제그 가돈(齐齐克 可敦), 세세그(栖栖克, 彻彻克)로 번역된다.
아버지 에센 타이시가 보르지긴 왕공족을 살해할 때, 아들을 임신중이었으나 증조모 사무르 군즈의 도움을 받아 순산했다. 중부 몽골에서 온 사자를 통해 아들을 몽골로 빼돌렸으나, 뒤에 아버지 에센 타이시에게 발각되어 처형됐다. 그는 바투몽케 다얀 카안의 할머니가 된다.

## 생애
오이라트부 초로스씨족으로 에센 타이시의 둘째 딸이며, 어머니의 이름은 전하지 않는다.
체체그가 소녀 혹은 성인이 되었을 때 에센 타이시는 그녀를 아그바르진 지농의 아들 카르고촉 지농에게 아내로 주었다. 아버지 에센 타이시는 한때 톡토아부카 타이순 칸 및 그의 남동생 아그바르진과 힘을 합쳐 아룩타이 및 아다이 칸에 맞서 싸웠고, 이들은 정치적인 정략결혼으로 결속을 추진했다.
에센 타이시는 톡토아부카 타이순 칸이 자신의 누이동생이 낳은 아들 대신, 다른 카툰의 아들을 태자로 삼으려 하자 갈등, 타이순 칸을 살해했다. 이후 아그바르진 칸을 옹립했다가 아그바르진 칸을 초청한 뒤 보르지긴 씨족의 몽골 왕자, 노얀, 타이지 등 수백 명을 초청했다가 연회장에서 살해했다.
체체그 베키의 남편 카르고촉 타이지는 말을 타고 탈출했지만 다른 오이라트 추격대의 화살에 맞아 사망했다. 당시 체체그 카툰은 임신 7개월이었다. 에센 타이시는 딸이 아들을 낳으면 죽이려 했고, 딸을 낳으면 버리게 했다. 체체그 베키는 임신하여 혼자 갈 수 없었고, 사무르 카툰은 직접 그녀를 돌보았다. 1452년 체체그 카툰은 바얀뭉케 지농을 낳았다. 그녀에게 아들이 있다는 사실에도 불구하고 바얀뭉케는 그녀를 보러 온 많은 전령들에게 딸로 소개되었다. 체체그는 비밀리에 증조모 사무르 카툰의 도움을 얻어, 아기를 중부 몽골에서 믿을 수 있는 소수의 사람들을 통해 보르지긴 일가에게로 보냈다. 그들은 바얀뭉케를 우리양카이에 있는 노얀 오로츄 수구사이의 집으로 데려갔다.
일설에는 중부 몽골에서 사자가 4명이 방문했는데 이들에게 아들의 탄생을 알렸고, 이들은 체체그가 낳은 아들을 우리양카이의 오로츄 수구시(Орочу Шүүши, 阿羅出少師)에게 보내기로 했다.
그녀가 아들의 탄생을 숨기고 도망가게 한 것을 안 에센 타이시는 체체그를 처형했다.